# Se Cá Nevasse
Se Cá Nevasse é um álbum da banda portuguesa Salada de Frutas lançado pela gravadora Edison em 1981.

## Faixas
1. Se Cá Nevasse…
2. Fait a la Main (Trés Ancien)
3. Histórias (Campanhas Orquestrada)
4. Namaptess
5. Outro Fruto Proibido
6. Zimalabaristix
7. Tanahora
8. Grito
9. Feira da ONU
10. Moçoila